# ワキスジイワワラビー
ワキスジイワワラビー（Petrogale lateralis）は、双前歯目カンガルー科イワワラビー属に分類される有袋類。夜行性の草食動物であるこの種には、主に西オーストラリア州の西部および南部、北部準州、南オーストラリア州の一部に分布する2つの主要な亜種が存在する。近年、一部の亜種の個体数が減少していることから、この種はIUCNレッドリストにおいて危急種に分類されている。

## 分類
ワキスジイワワラビーはイワワラビー属に属し、1842年にジョン・グールドによって記載された。この種は以下の亜種に区別される。
- Petrogale lateralis lateralis Gould, 1842 - 基亜種
- Petrogale lateralis hacketti Thomas, 1905 - ルシェルシュ諸島（英語版）亜種
- Petrogale lateralis pearsoni Thomas, 1922 - ピアソン島（英語版）亜種

以下の個体群は2020年まで分類学上の正式な記載がなく“race”ないし“form”として区別されていたが、IUCNでは便宜上“subspecies”として扱われている。2020年にそれぞれが新亜種として記載された。
- Petrogale lateralis centralis Eldridge & Potter, 2020 - マクドネル山脈亜種
- Petrogale lateralis kimberleyensis Eldridge & Potter, 2020 - 西キンバリー亜種

## 形態
全長1mほどで、全長の半分ほどある長い尾を持つ。一般に灰褐色で、腹部と胸部が淡い色をしている。頭から背骨にかけて暗い縞模様があり、尾と足も暗い色をしている。亜種によって色合いはわずかに異なる。短くて厚い羊毛のような毛皮を持ち、特に尾の根元、尻、側面にかけて密生している。尾は長く、岩の多い地形でのバランスを取るのに役立ち、先端にはブラシ状の毛が生えている。
水分のほとんどを食事から得ることができ、ほとんど水を飲まず、岩場の洞窟に避難することで暑さを避け、水を節約することができる。

## 生態
ワキスジイワワラビーはかなり臆病な夜行性動物で、夜に住処とする岩場の近くで草を食べる。
10〜100頭の群れを形成し、その群れは生涯維持されるが、雌はつがいの雄以外の雄とも交尾をする。1〜2歳で性成熟を迎えるが、その繁殖サイクルは季節の降雨状況によって変化する。この種は胚休眠を特徴とし、環境条件が適切になるまで胚の発育は休眠状態に入る。
妊娠期間は約30日間。他の有袋類と同様に出産直後の幼体は生育が不十分であり、外で生きることができるようになるまで母親の袋の中で育つ。しかし他の有袋類とは異なり、餌を与える時に母親は子供を袋から出す。

## 分布
西オーストラリア州では、花崗岩の露出部、砂岩の崖、ガラ場、ハンモック草が茂る少数の木々や低木のある山岳地帯や、海岸にある石灰岩の崖の近くに生息する。P. lateralis lateralis は西オーストラリア州南部と西部に、P. l. hacketti は西オーストラリア州南部のルシェルシュ諸島に、P. l. kimberleyensisはエドガー山脈、アースキン山脈、おそらくグラント山脈、そして西キンバリー地域の隣接地域に、P. l. centralisは北部準州、南オーストラリア州、西オーストラリア州の広範な地域に生息していたが、分布と生息数が共に減少している。

## 保全状況

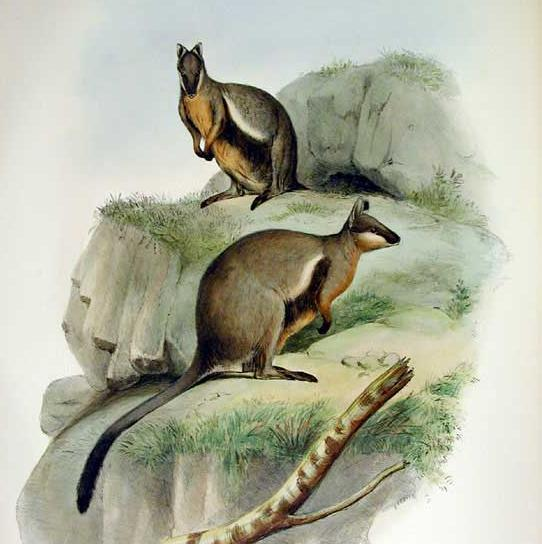
Mammals of Australia によるイラスト

近年、外来種のアカギツネやネコなどによる捕食、ヒツジ、ヤギ、ウサギなどの草食動物によって住処を奪われたことによって個体数が減少しており、現在の生息数は8000頭以下。生息域のいくつかは保護されており、回復計画が進行中である。
Petrogale lateralis lateralis は亜種の中で最も甚だしい個体数の減少に見舞われているが、西オーストラリア州では2012年まで亜種P. l. hackettiとP. l. kimberleyensisの減少は記録されていなかった。
- IUCN - レッドリストでは危急種に分類されている[1]。
- オーストラリア政府（英語版） - 2009年にEPBC法（英語版）に基づいて脆弱種に指定され[10]、2016年以降、絶滅危惧種に指定されている[1]。
- 西オーストラリア州政府（英語版） - 生物多様性保全法（英語版）に基づき絶滅危惧種に指定されている[11]。